# Прелюдія до поцілунку
«Прелюдія до поцілунку» — романтична стрічка про Ріту, яку поцілував старий чоловік на її весіллі, після якого молода жінка починає змінюватись.

## Сюжет
Щасливі та закохані Пітер і Ріта вирішують побратися. На весільній церемонії до нареченої підійшов старий та попросив привітати її та поцілувати. Ріта дозволяє. Після цього Пітер починає помічати, що його дружина змінюється і вона вже не та, з якою він одружувався. Чоловік розгублений, медицина безсила. Коли він здогадується, що трапилось, йому нічого не залишається як знайти того старого.

## У ролях
| Актор        | Роль          |
| ------------ | ------------- |
| Алек Болдвін | Пітер Госкінс |
| Мег Раян     | Ріта Ройл     |
| Кеті Бейтс   | Леа           |
| Нед Бітті    | Бойл          |
| Патті Дьюк   | місіс Бойл    |
| Сідні Волкер | Джуліус       |
| Стенлі Туччі | Тейлор        |
| Дебра Монк   | тітка Дороті  |
| Рокі Керолл  | Том           |

## Створення фільму

### Виробництво
Зйомки фільму проходили в Чикаго, Гайленд-Парку, Бервіні (Іллінойс, США) та на Ямайці.

### Знімальна група
- Кінорежисер — Норман Рене
- Сценарист — Крейг Лукас
- Кінопродюсери — Майкл Грускофф, Майкл І. Леві
- Композитор — Говард Шор
- Кінооператор — Стефан Чапскі
- Кіномонтаж — Стівен А. Роттер
- Художник-постановник — Ендрю Джекнесс
- Артдиректор — В. Стівен Грем
- Художник-декоратор — Дженніфер Ченг Біннс, Сінді Карр
- Художник по костюмах — Волкер Гіклін
- Підбір акторів — Наталі Гарт, Дждейсон Ла Падура[2].

## Сприйняття
Фільм отримав змішані відгуки. На сайті Rotten Tomatoes оцінка стрічки становить 61 % на основі 23 відгуків від критиків (середня оцінка 5,7/10) і 39 % від глядачів із середньою оцінкою 2,8/5 (10 741 голос). Фільму зарахований «стиглий помідор» від кінокритиків та «розсипаний попкорн» від глядачів, Internet Movie Database — 5,6/10 (6 885 голосів).